# أسامة سعد

الدكتور أسامة معروف سعد (ولد سنة 1954) وهو سياسي لبناني وعضو في المجلس النيابي وزعيم التنظيم الشعبي الناصري وهو ابن السياسي الراحل معروف سعد. تخرج سنة 1979، من كلية الطب في جامعة القاهرة. انتُخِب سنة 2002 بعد وفاة أخيه مصطفى سعد نائبا عن صيدا و2005، ترشح عن دائرة صيدا وخسر مقعده النيابي عام 2009 لمصلحة رئيس الحكومة السابق فؤاد السنيورة وب23,041 مقابل 13,512 صوت. في انتخابات 2018 استعاد مقعده النيابي بعد حصوله على 9880 صوتا تفضيليا في دائرة صيدا-جزين. وأعيد انتخابه نائباً في أيار من العام 2022.
من مؤسسي التنظيم الشعبي الناصري, ورئيسه بعد رحيل أخيه مصطفى سعد.يلعب دورا أساسيا في صيدا تحديدا والمخيمات فيها. من المعروف عنه قربه عن الناس والدفاع عن مصالح الفقراء بشكل خاص.من القلائل الذين يطرحون المشاكل الاقتصادية والاجتماعية على بساط البحث بعيدا عن المناكفات السياسية. لم يشارك في الحرب الاهلية التي عصفت بلبنان 1975-1990, واجه الجيش الإسرائيلي وعملائه على محاور كفرفالوس (جيش التحرير الشعبي- قوات الشهيد معروف سعد).له مواقف مميزة في السياسة اللبنانية، كان تقريبا النائب الوحيد الذي لم يسم السنيورة لرئاسة الحكومة الأولى والثانية ولم يمنح حكومة الرئيس فؤاد السنيورة ثقته (مرتين).
كان دائما من المعادين للسياسات الاقتصادية لتيار المستقبل وخاض عام 2004 معركة انتخابية شرسة بعد تحالف تياره مع د. عبد الرحمن البزري في الانتخابات البلدية لمدينة صيدا ضد اللائحة المدعومة من رئيس الوزراء اللبناني وقتها رفيق الحريري وحصدت اللائحة المدعومة من سعد يومها 20 مقعدا من اصل 21.
ولكن في عام 2010 استطاع تيار المستقبل رد الدين لأسامة سعد حيث خسرت اللائحة المدعومة من التنظيم الشعبي الناصري امام لائحة الوفاق والإنماء برئاسة محمد السعودي والمدعومة من تيار المستقبل والجماعة الإسلامية وبنتيجة 21-0.